# Dicranota lassenensis
Dicranota (Plectromyia) lassenensis là một loài ruồi trong họ Pediciidae. Chúng phân bố ở vùng sinh thái Nearctic.